# Ants Vaino
Ants Vaino (ur. 15 lutego 1940 w Vändrze, zm. 15 czerwca 1971 w Mińsku) – radziecki (estoński) kierowca wyścigowy.

## Biografia
Rywalizację w sportach motorowych rozpoczął w 1965 roku. W latach 1968–1969 został kartingowym mistrzem Estonii w klasie 125 cm³. W 1969 roku zadebiutował Estonią 15 w Sowieckiej Formule 4. W swoim pierwszym sezonie zdobył wicemistrzostwo, które obronił rok później. W 1970 roku został ponadto mistrzem edycji estońskiej. Zmarł na skutek obrażeń odniesionych w wypadku, który miał miejsce na torze Barawaja 30 maja 1971 roku.

## Wyniki
| Legenda oznaczeń w tabelach wyników Wyświetl szablon na nowej stronie | Legenda oznaczeń w tabelach wyników Wyświetl szablon na nowej stronie                                                                     |
| Oznaczenie                                                            | Wyjaśnienie |
| --------------------------------------------------------------------- | --- |
| Złoty                                                                 | Zwycięzca lub mistrzostwo |
| Srebrny                                                               | 2. miejsce lub wicemistrzostwo |
| Brązowy                                                               | 3. miejsce lub II wicemistrzostwo |
| Zielony                                                               | Ukończył, punktował (w klasyfikacji generalnej, gdy zdobył co najmniej jeden punkt na przestrzeni sezonu, poza trzema powyższymi opcjami) |
| Niebieski                                                             | Ukończył, nie punktował (w klasyfikacji generalnej, gdy nie zdobył co najmniej jednego punktu na przestrzeni sezonu)                      |
| Czerwony                                                              | Nie zakwalifikował się (NZ) |
| Czerwony                                                              | Nie prekwalifikował się (NPK) |
| Różowy                                                                | Nie ukończył (NU) |
| Różowy                                                                | Niesklasyfikowany (NS) (w klasyfikacji generalnej, gdy nie został sklasyfikowany w żadnym wyścigu sezonu)                                 |
| Czarny                                                                | Zdyskwalifikowany (DK) |
| Czarny                                                                | Wykluczony (WYK/EX) |
| Biały                                                                 | Nie wystartował (NW) |
| Biały                                                                 | Kontuzjowany (K/INJ) |
| Biały                                                                 | Wyścig odwołany (OD/C) |
| Bez koloru                                                            | Został wycofany (WYC/WD) |
| Bez koloru                                                            | Nie przybył (NP/DNA) |
| Bez koloru                                                            | Nie brał udziału w treningach (NT/DNP) |
| Bez koloru                                                            | Nie został zgłoszony (–) |
| Pogrubienie                                                           | Start z pole position |
| Kursywa                                                               | Najszybsze okrążenie wyścigu |
| †                                                                     | Nie ukończył, ale jego rezultat został zaliczony ze względu na przejechanie więcej niż 90% dystansu wyścigu.                              |
| *                                                                     | Sezon w trakcie |
| 1/2/3                                                                 | Punktowana pozycja w sprincie kwalifikacyjnym                                                                                             |
| Lista systemów punktacji Formuły 1                                    | |

### Sowiecka Formuła 4
| Rok  | Zespół      | Samochód   | Silnik | Wyniki w poszczególnych eliminacjach | Wyniki w poszczególnych eliminacjach | Wyniki w poszczególnych eliminacjach | Wyniki w poszczególnych eliminacjach | Pkt. | Msc. |
| ---- | ----------- | ---------- | ------ | ------------------------------------ | ------------------------------------ | ------------------------------------ | ------------------------------------ | ---- | ---- |
| 1969 |             |            |        |                                      |                                      |                                      |                                      | 22   | 2    |
| 1969 | Jõud Vändra | Estonia 15 | IŻ     | NU                                   | 3                                    | 1                                    | 2                                    | 22   | 2    |
| 1970 |             |            |        |                                      |                                      |                                      |                                      | –    | 2    |
| 1970 | Jõud Vändra | Estonia 15 | IŻ     | 2                                    |                                      |                                      |                                      | –    | 2    |
| 1971 |             |            |        |                                      |                                      |                                      |                                      | 0    | NS   |
| 1971 | Jõud Vändra | Estonia 15 | IŻ     | NU                                   | -                                    |                                      |                                      | 0    | NS   |